# Hannah McKay
Pour les articles homonymes, voir McKay.
Hannah Mckay est une photographe américaine, lauréate du prix Pulitzer 2018.

## Biographie
Elle travaille pour le Reuters au sein de l'équipe de photographes avec qui elle remporte le prix Pulitzer en 2018 pour son, selon les termes de la commission Pulitzer, « les photos choquantes qui ont exposé le monde à la violence à laquelle font face les réfugiés Rogingya en fuyant la Birmanie. ».
Ce prix Pulitzer, initialement classé par la commission dans la catégorie Photographie d'article de fond a été reclassé dans la catégorie Photographie d'actualité.